# Hetter-Millinger Bruch
Das Naturschutzgebiet Hetter-Millinger Bruch liegt auf dem Gebiet der Städte Emmerich und Rees im Kreis Kleve in Nordrhein-Westfalen.
Das aus vier Teilflächen bestehende Gebiet erstreckt sich nordöstlich der Kernstadt von Emmerich entlang der nördlich verlaufenden Staatsgrenze zu den Niederlanden. Die A 3 befindet sich größtenteils am südlichen Rand, bei Millingen durchquert sie den Bereich. Der Rhein fließt südwestlich.
Es gibt viele Gräben zur Entwässerung des Gebietes: Millinger Landwehr, Tote Landwehr, Netterdensch Kanal, Löwenberger Landwehr.

## Bedeutung
Für Emmerich und Rees ist seit 1989 ein 660 ha großes Gebiet unter der Kenn-Nummer KLE-013 als Naturschutzgebiet ausgewiesen. Dies geschah zur Erhaltung, Förderung und Wiederherstellung von Lebensgemeinschaften bestimmter, wildlebender Pflanzen und wildlebender Tierarten.

## Galerie

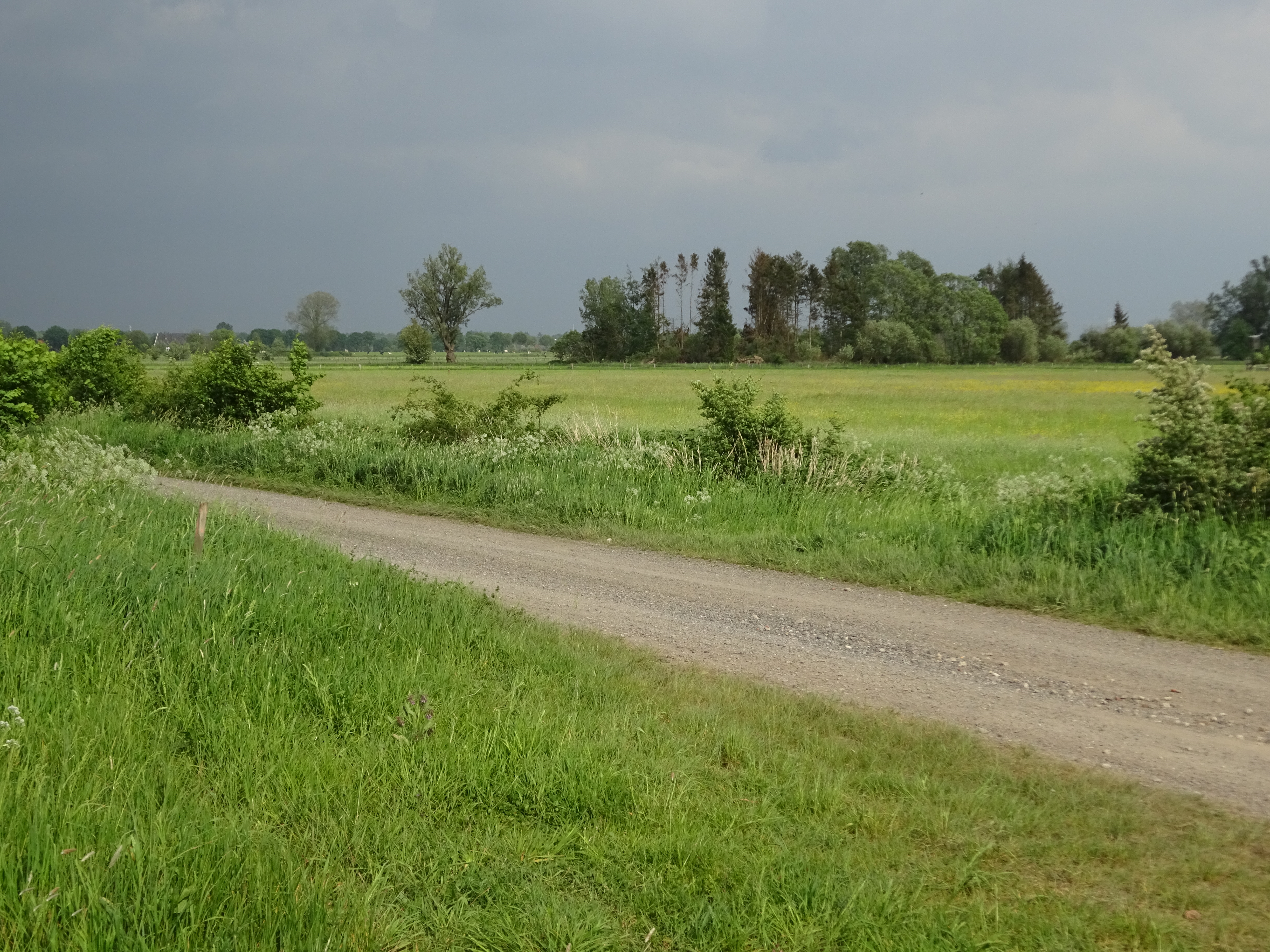
Feldweg
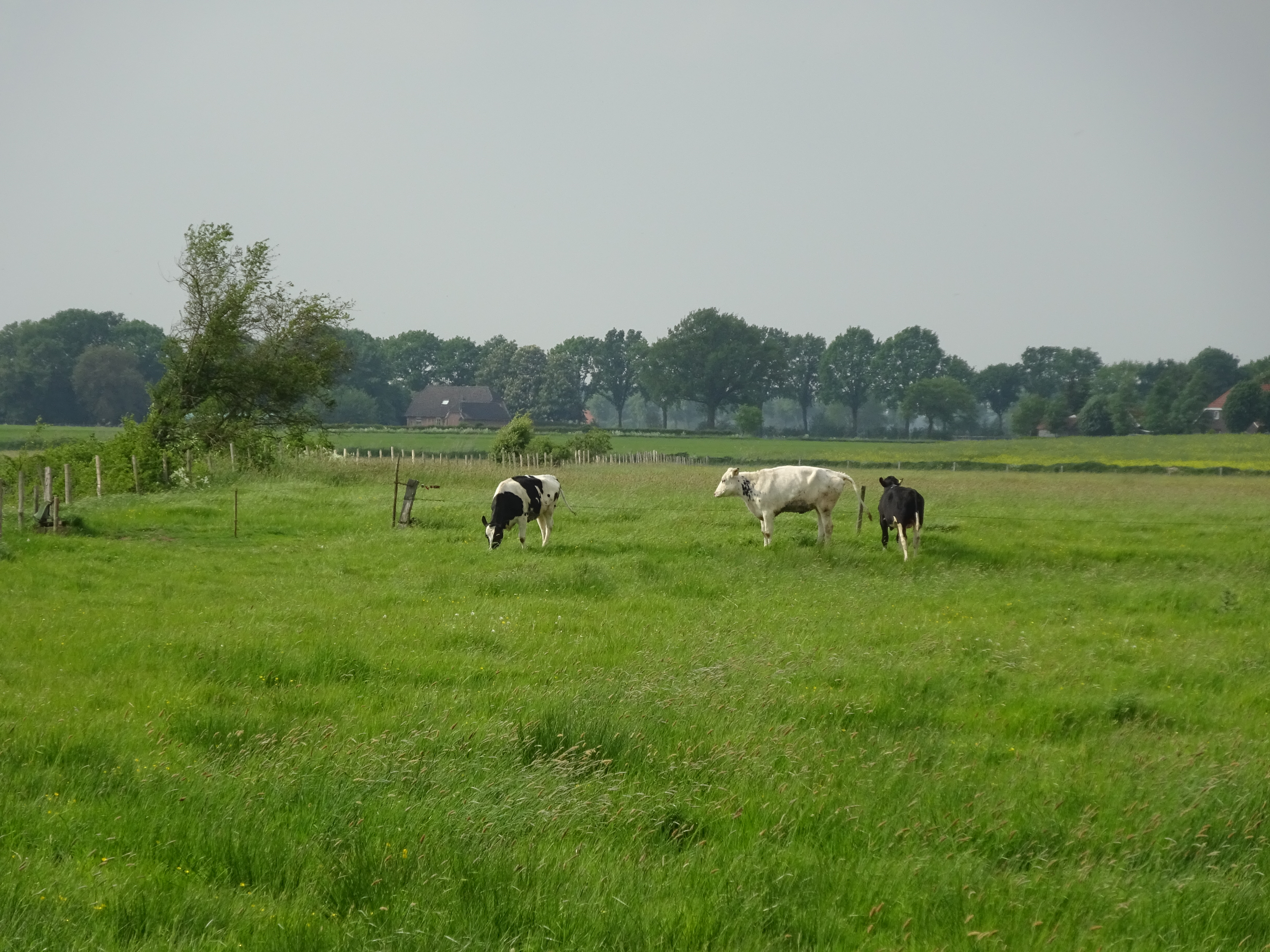
Wiese mit Rindern
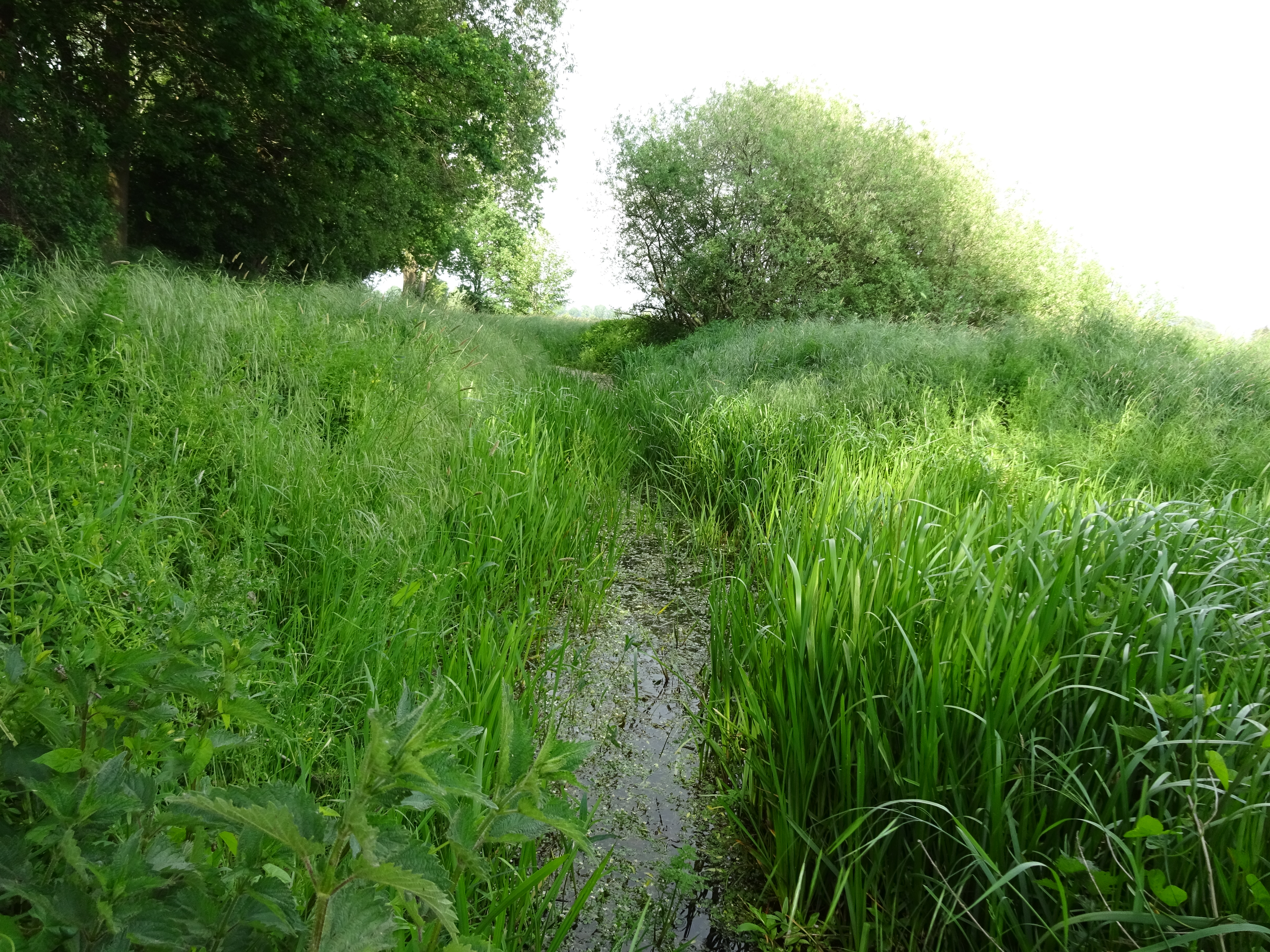
Graben am Holländerdeich
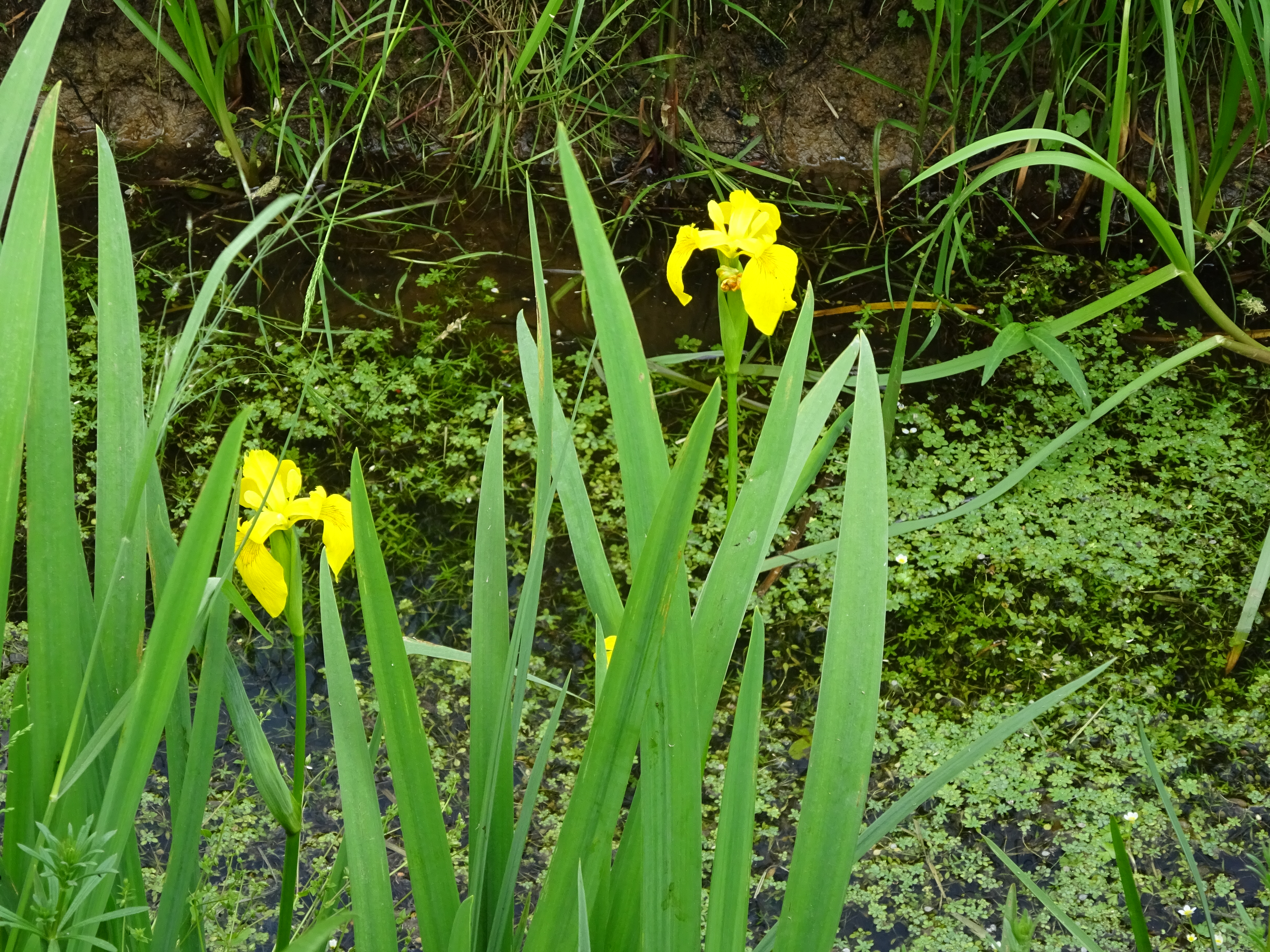
Flora
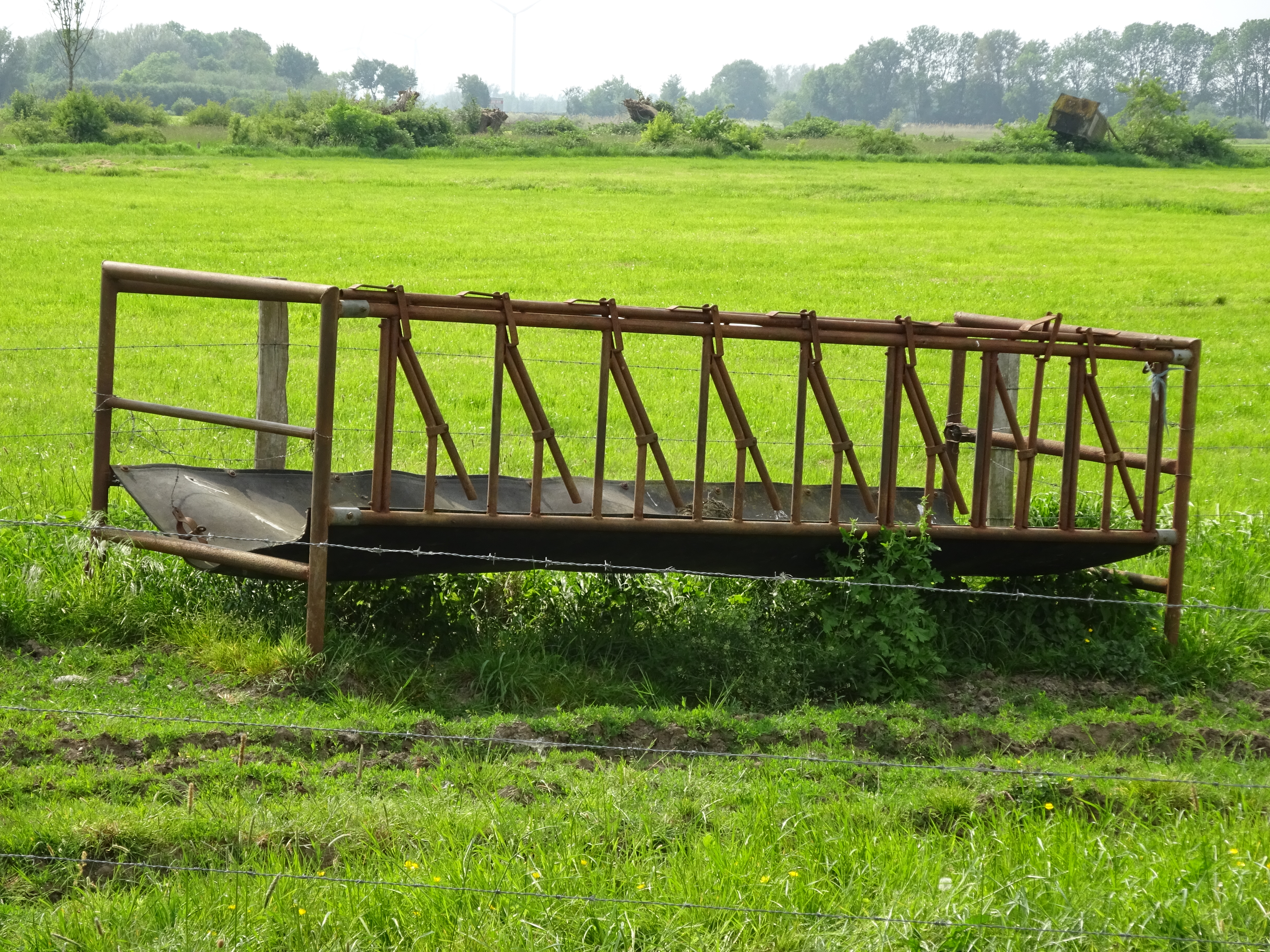
Wiesen mit Futtertruhe
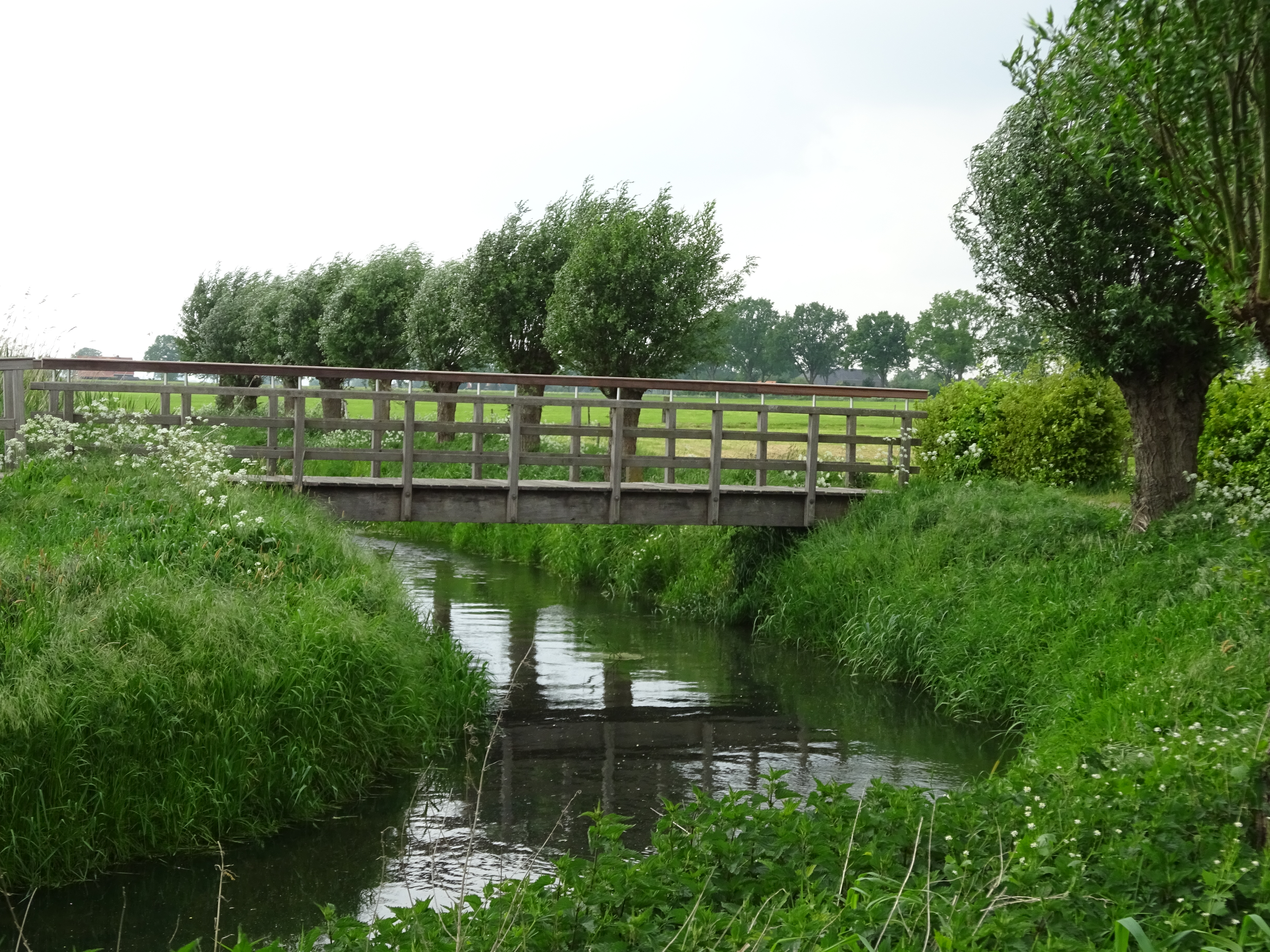
Grenzbrücke bei Megchelen